# Igor Gabilondo
Igor Gabilondo del Campo (San Sebastián, 10 de fevereiro de 1979) é um futebolista espanhol, de origem basca, que atua como meio-campista. 
Depois de longas passagens pelo Real Sociedad e Athletic Bilbao, transfere-se em 2012 ao AEK Larnaca.